# Croton stelluliferus
Croton stelluliferus là một loài thực vật có hoa trong họ Đại kích. Loài này được Hutch. mô tả khoa học đầu tiên năm 1944.